# 溫伯魁
温伯魁 (?—?)，号勗斋，广东嘉应直隶州人。乾隆庚午举人，壬戌进士。

## 生平
乾隆十七年（1752年）壬申恩科進士，官湖南嘉禾县知县，湖北通山县知县改南雄府学教授，敕授文林郎。

## 家族
玄孙溫中和，光绪己丑进士。